# Căldărușeanca
Căldărușeanca – wieś w Rumunii, w okręgu Buzău, w gminie Glodeanu Sărat. W 2011 roku liczyła 633 mieszkańców.